# Futaisi
L'illa de Futaisi (àrab: جزيرة الفطيسي, jazīrat al-Fuṭaysī) és una illa de l'emirat d'Abu Dhabi (Emirats Àrabs Units) a la costa de l'emirat, a uns 8 km a l'oest de la ciutat d'Abu Dhabi, a la barrera d'illes de l'oest de la ciutat, just al sud-est de Bahrani, que dona nom a la barrera.
És una illa en part arenosa, en part rocosa i en part formada per zona de llacuna salada o sabkha, amb presència de manglars. Té forma trapezoïdal amb una distància d'uns 10 km entre el nord-est i el sud-oest i uns 4 km del nord-oest al sud-est. La seva superfície és d'uns 14 km². La part sud de l'illa afronta amb el khor Qirqishan.
A la seva rodalia es poden veure abundants morses (Dugong dugon), i a l'illa alguns falcons (Pandion haliaetus), nombrosos lluerts (Uromastyx microlepis) i unes quantes gaseles de l'arena (Gazella subgutturosa), descendents d'un nucli nadiu de l'illa, i nombrosos ocells que augmenten a l'hivern. Tot i l'escassetat de l'aigua hi roman una reduïda població. Els dipòsits d'aigua de l'època islàmica encara es conserven; s'han trobat també abundants closques d'ostres i cargols.